# Jean Fredel
Jean Fredel de Saint-Dié est un capitaine de gens d'armes. Ce soldat né vers 1380 originaire de la contrée des Vosges, comme son qualificatif le signale, n'est point de noble lignée, mais il atteste qu'au XVe siècle, l'efficacité militaire exige surtout une préparation technique patiente des troupes combattant à pied dans des garnisons. Les compagnies se meuvent de plus en plus souvent à cheval vers les lieux de combats.
Écuyer du pays de Lorraine, il participe avec Carlot de Deuilly au siège de Nogent-le-Roi en 1417 dans le Bassigny, aujourd'hui en Haute-Marne. Le duc Charles II de Lorraine, allié à Bourgogne, combat alors les Anglais et les Armagnacs qui y sont installés. Flatté et appelé pendant les discordes françaises, le duc Charles est nommé plus tard connétable de France par Isabeau de Bavière et Jean sans Peur à Troyes.
L'histoire du XVe siècle a retenu un autre guerrier de Saint-Dié, Claude Bausmont, de la lignée Boson ou Bauzémont. Ce dernier chevalier aigri et ruiné à qui échappa la rançon du Téméraire à la bataille de Nancy en 1477 est un avatar d'un ordre ancien et dépassé. Ce châtelain de Saint-Dié à titre honorifique, mercenaire arracheur de placards à l'occasion, joue l'engagement avec seulement quelques servants et se met momentanément en premier lieu par intérêt, renforcé éventuellement par quelques bonnes loyautés de principe, au service des princes ou des seigneurs argentés. A contrario, en début d'un siècle qui fourmille de béantes inquiétudes, et commence d'ouvrir des segmentations religieuses et politiques génératrices d'aléa et de rudes conflits, Jean Fredel est déjà un capitaine organisateur de garnison, méticuleux animateur d'une vie de troupe à ancrage surtout cantonal, constamment fidèle à la défense et sécurité de l'état lorrain en gestation. 
En 1420, le fidèle Jean Fredel était mille fois plus écouté et respecté que la petite noblesse possessionée, souvent piailleuse pour leurs droits, quoiqu'une faible minorité encore peu ou prou lotie, en partie descendante de croisés lorrains, génère encore d'authentiques combattants. 